# Shaktisme
Het shaktisme is een hindoeïstische denominatie waarin Shakti, de Heilige Moeder, in al haar vormen wordt vereerd, zonder daarbij het belang van haar mannelijke en onzijdige heiligheid te verwerpen. In het shaktisme wordt de nadruk gelegd op de vrouwelijke manifestatie, via welke uiteindelijk de Ongemanifesteerde Parashiva bereikt kan worden. De Heilige Moeder is derhalve de middelaarster en kan de advaitische moksha schenken aan degenen die Haar vereren. Shaktisme is dus eigenlijk een subdenominatie van het Shaivisme, omdat Devi vereerd wordt ter verkrijging van de vereniging met Shiva, die in het shaktisme wordt gezien als het onpersoonlijke, ongemanifesteerde Absolute.
Het huidige shaktisme is tussen de vierde en de zevende eeuw in India tot ontwikkeling gekomen toen haar religieuze tantra's werden geschreven.
Het is mogelijk zich tegelijkertijd als een shakta (toegewijde van Shakti), een shaiva (toegewijde van Shiva en een vaishnava (toegewijde van Vishnoe) te beschouwen. Deze vorm van hindoeïsme is sterk geassocieerd met Vedanta, Samkhya en tantrische hindoefilosofieën en is ten laatste monistisch, hoewel er een rijke traditie aan bhakti-yoga met het shaktisme verbonden is. De vrouwelijke energie (Shakti) wordt beschouwd als de drijvende kracht achter alle handelingen en ieder bestaan in de fenomenologische kosmos in het hindoeïsme. De kosmos zelf is Brahma, het concept van de onveranderlijke, oneindige, immanente en transcendente werkelijkheid, die de Heilige Basis vormt van alle wezens, de "wereldziel". Het mannelijke potentieel wordt geactualiseerd door de vrouwelijke dynamiek, die vorm krijgt in talloze godinnen, die uiteindelijk tot overeenstemming gebracht worden in de Ene.
De sleuteltekst is de Devi Mahatmya die eerdere Vedische theologieën, Upanishadische filosofieën en tantrische culturen samenbrengt in een prijzende Shakti exegese. De demonen van het ego, het superego, de gewenning, de onwetendheid en het onzuivere verlangen binden de ziel aan maya (illusie), soms etherisch, dan weer belichaamd, en het is Moeder Maya, Shakti zelf, die het gebonden individu vrij kan maken. Op deze immanente Moeder of Devi wordt om deze reden met grote intensiteit, liefde en zelf-oplossende concentratie de aandacht gevestigd, in een poging de shakta (zoals de Shakti-vereerder soms wordt genoemd) op de absolute werkelijkheid achter tijd, plaats en persoon te richten om zo los te komen uit de karmische cyclus. Een veelgebruikte hymne die de 1000 namen van Devi beschrijft is de Lalitha sahasranama.
De meest vereerde manifestaties van Devi zijn Kali, Durga en Parvati.